# 1968 Mehltretter
1968 Mehltretter è un asteroide della fascia principale. Scoperto nel 1932, presenta un'orbita caratterizzata da un semiasse maggiore pari a 2,7391725 UA e da un'eccentricità di 0,1114055, inclinata di 4,59539° rispetto all'eclittica.
L'asteroide è dedicato all'astronomo tedesco Johannes Peter Mehltretter.